# Pietro Bainville
Pietro Bainville (Francia, 1674 – Palmanova, 1º ottobre 1749) è stato un pittore francese naturalizzato italiano.

## Biografia
Francese di nascita ma friulano d'adozione, Bainville era nato probabilmente in un dipartimento della Mosella o dei Vosgi nel 1674, località che gli darebbero il nome. Non è dato conoscere i motivi che lo portarono ventenne a spostarsi in Friuli stanziandosi a Palmanova, forse reclutato dall'esercito francese come soldato di ventura, e sul territorio friulano conobbe la figlia dell'ingegnere Domenico: Orsola, che divenne sua moglie e che gli diede dieci figli.
Proprio sulla terra friulana iniziò la sua attività artistica di pittore. Il Bainville ebbe da subito una buona notorietà sul territorio, personaggio tradizionalista nell'arte ma che si differenziava dal contesto sociale cittadino per posizione sociale ed economica. L'arte del Bainville pecca di troppo tradizionalismo, è infatti ritenuta arte provinciale sorda ai cambiamenti e agli sviluppi che dopo il manierismo arricchivano la scena italiana, e proprio a Palmanova aprì una bottega di pittura dove ebbe come allievi Giacomo Leonardis e forse l'udinese Francesco Pavona.
La sua attività artistica, malgrado fosse stata proficua, non varcò quasi mai i confini di Palmanova, pochi sono infatti i dipinti presenti a Cividale del Friuli, Monteglino, e Gradisca d'Isonzo come risulta dalle ricerche di Piero Damiani del 1966, a cui si aggiungono gli studi di Giuseppe Bergamini e Ferdinand Šerbelj. I suoi furono maggiormente lavori di arte sacra come pale d'altare, il solo dipinto profano è l'Allegoria dell'aurora conservato presso il municipio cittadino e pochi ritratti conservati in collezioni private nel triestino.

## Opere
- San Bonaventura e san Ludovico di Tolosa pala d'altare eseguita nel 1719, probabilmente il suo primo lavoro, realizzato per la chiesa di San Giorgio a Rualis,
- Crocifisso realizzato per la chiesa di San Francesco di Palmanova, poi collocato nel duomo di Cividale,
- Sant'Antonio abate con santi per l'altare intitolato al santo omonimo per la chiesa di Sant'Ulderico di Aiello del Friuli, la pala è stata restaurata nel 2019.[3]
- Madonna della cintura per l'altare della consolazione nella chiesa di Sant'Ulderico di Aiello del Friuli.[4]
- San Michele Arcangelo che sconfigge Lucifero per la chiesa di San Michele di Chiopris-Viscone dichiarata dai critici modesta ma impegnativa firmata e datata dall'artista.[5]

Alcune delle sue opere sono conservate nelle chiese di Cormos, in quella dell'Addolorata di Gradisca d'Isonzo e in quella di San Michele a Cervignano del Friuli, nonché a Strassoldo, Mereto di Capitolo e vari altre piccole località. Non è certa l'assegnazione della pala della Resurrezione conservata nel Duomo di Gradisca d'Isonzo.